# Les Aspres
Les Aspres är en kommun i departementet Orne i regionen Normandie i nordvästra Frankrike. Kommunen ligger i kantonen Moulins-la-Marche som tillhör arrondissementet Mortagne-au-Perche. År 2022 hade Les Aspres 620 invånare.

## Befolkningsutveckling
Antalet invånare i kommunen Les Aspres
| Referens: INSEE |